# Przetwarzanie współbieżne
Przetwarzanie współbieżne (ang. concurrent computing) – przetwarzanie oparte na współistnieniu wielu wątków lub procesów, operujących na współdzielonych danych. Wątki uruchomione na tym samym procesorze są przełączane w krótkich przedziałach czasu, co sprawia wrażenie, że wykonują się równolegle. W przypadku procesorów wielordzeniowych lub wielowątkowych, możliwe jest faktycznie współbieżne przetwarzanie. Tego rodzaju przetwarzanie jest też możliwe w architekturach wieloprocesorowych. W takiej sytuacji wydajność poszczególnych wątków zasadniczo nie jest degradowana przez inne wątki, z wyjątkiem sytuacji, kiedy wątki muszą rywalizować o wspólne zasoby, np. przepustowość magistral i urządzeń lub czas procesora, lub muszą synchronizować swoją pracę.
Przetwarzanie współbieżne znajduje szerokie zastosowanie w serwerach, które muszą obsługiwać liczne żądania od różnych klientów. Gdyby serwer działał sekwencyjnie, jedno duże żądanie sparaliżowałoby pracę serwera – pozostałe żądania czekałyby na swoją kolej, aż tamto zostanie ukończone. W architekturach jednowątkowych w celu zapobieżenia zatrzymaniu przetwarzania wątków przez duże zadanie, stosuje się technikę wywłaszczania i multitaskingu. W architekturach wieloprocesorowych lub z procesorami wielordzeniowymi i/lub wielowątkowymi, potrzeba multitaskingu jest dużo mniejsza, chyba że liczba wymagających wykonania wątków jest większa, niż liczba procesorów fizycznych lub wirtualnych w systemie.
Jednoczesna praca na współdzielonych danych może doprowadzić do utraty ich spójności, dlatego konieczne jest stosowanie różnych mechanizmów synchronizacyjnych, np. semaforów i monitorów. Niektóre języki programowania (np. Go, Erlang, Ada, Rust) powstały z myślą o tworzeniu systemów współbieżnych i zawierają silne wsparcie dla komunikacji lub synchronizacji wątków już na poziomie języka.